# Robert Colwell (Ingenieur)

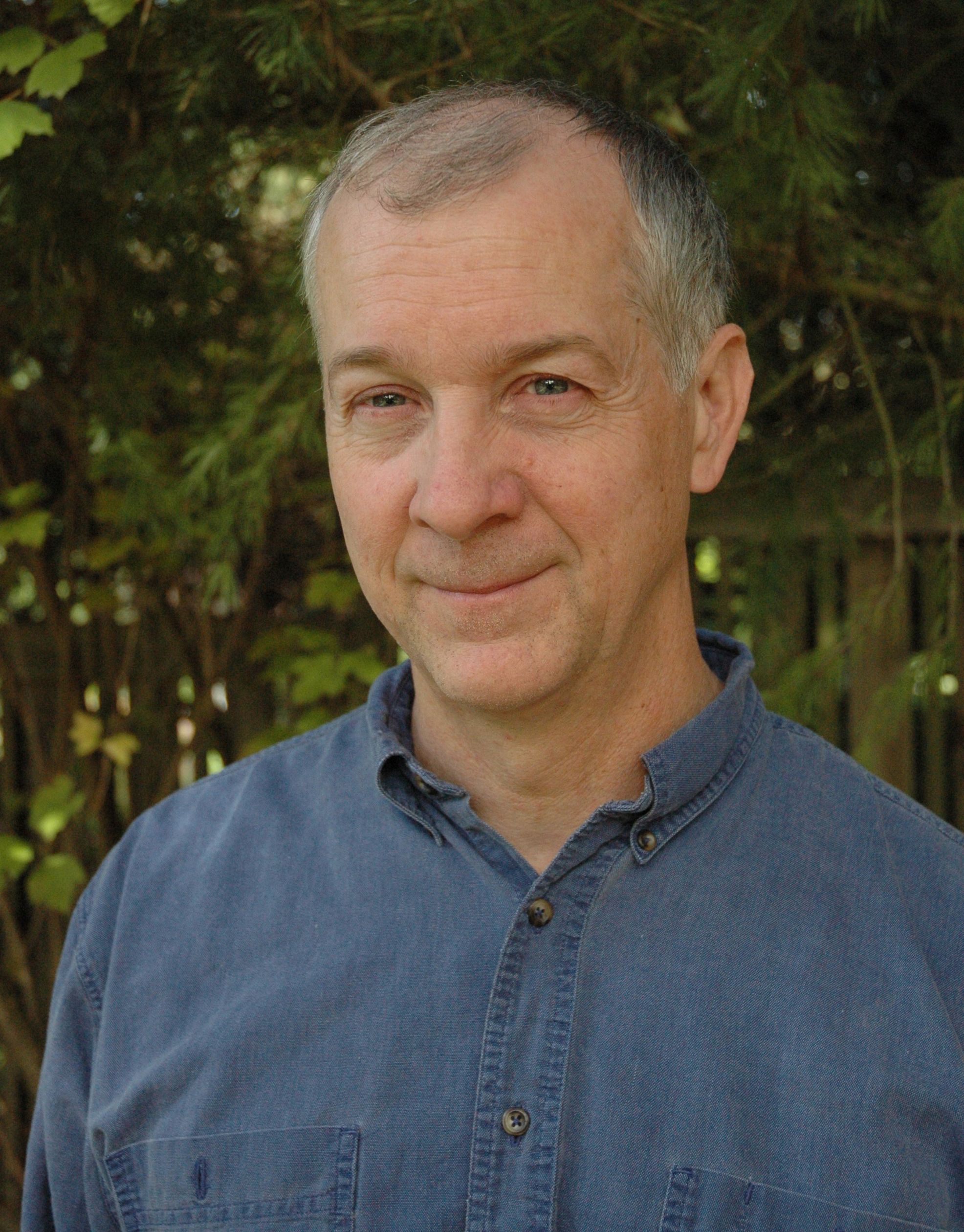
Bob Colwell

Robert P. „Bob“ Colwell (* 1954) ist ein US-amerikanischer Computeringenieur, bekannt als Hauptarchitekt der P6-Familie bei Intel.
Colwell, Sohn eines Milchmanns aus Pennsylvania, studierte an der University of Pennsylvania Elektrotechnik und wurde an der Carnegie Mellon University promoviert. Er war von 1977 bis 1980 bei den Bell Laboratories (wo er an der Entwicklung der BellMac Mikroprozessoren beteiligt war) und Computer-Entwurfsingenieur bei Multiflow (einem Hersteller von Mini-Supercomputern in den 1980er Jahren in New Haven), bevor er 1990 zu Intel kam. Dort war er Hauptarchitekt der P6-Familie von Prozessoren (Pentium Pro von 1995 und dessen Nachfolger). Er initiierte und leitete auch die Pentium-4-Entwicklung.
1997 wurde er Intel Fellow. 2001 verließ er Intel. Seit 2011 ist er Deputy Director des Microsystems Technology Office der DARPA. Er ist IEEE Fellow und Fellow der National Academy of Engineering.
2005 erhielt er den Eckert-Mauchly Award, 2012 wurde er in die American Academy of Arts and Sciences gewählt.

## Schriften
- The Pentium Chronicles: The People, Passion, and Politics Behind Intel's Landmark Chips, Wiley-IEEE Computer Society Press 2011